# Савельев, Александр Васильевич
Александр Васильевич Савельев (1917—1949) — старший лейтенант Советской Армии, участник Великой Отечественной войны, Герой Советского Союза (1945).

## Биография
Александр Савельев родился 28 октября 1917 года в селе Дубенки Судогодского уезда Владимирской губернии (ныне — Судогодский район Владимирской области). После окончания семи классов школы и школы «Дорстройуч» во Владимире работал сначала дорожным мастером, затем столяром. В 1938—1940 годах проходил службу в Рабоче-крестьянскую Красную Армию, участвовал в боях советско-финской войны. Демобилизовавшись, проживал и работал во Владимире. В июле 1941 года Савельев повторно был призван в армию. С июля 1942 года — на фронтах Великой Отечественной войны.
К ноябрю 1944 года младший лейтенант Александр Савельев был парторгом батальона 610-го стрелкового полка 203-й стрелковой дивизии 53-й армии 2-го Украинского фронта. Отличился во время освобождения Венгрии. В ночь с 6 на 7 ноября 1944 года Савельев во главе передового отряда переправился через Тису в районе населённого пункта Шаруд к юго-западу от Тисафюреда и захватила плацдарм на его западном берегу, после чего удерживала его до переправы основных сил. В том бою Савельев лично уничтожил более 30 солдат и офицеров противника.
Указом Президиума Верховного Совета СССР от 24 марта 1945 года за «образцовое выполнение заданий командования и проявленные мужество и героизм в боях с немецкими захватчиками» младший лейтенант Александр Савельев был удостоен высокого звания Героя Советского Союза с вручением ордена Ленина и медали «Золотая Звезда» за номером 4752.
Участвовал в советско-японской войне. После её окончания продолжил службу в Советской Армии. Трагически погиб при исполнении служебных обязанностей 12 апреля 1949 года, похоронен у города Барут в Германии.
Был также награждён орденами Красного Знамени, Отечественной войны 1-й и 2-й степеней и Красной Звезды, рядом медалей.
В честь Савельева названа улица в Судогде.